# 小行星4118
小行星4118（英語：4118 Sveta）是一颗围绕太阳公转的小行星。1982年10月15日，柳德米拉·瓦斯列娜·朱然勒娃在克里米亚发现了此天体。
这颗小行星的绝对星等为83.44850605543149等。